# هنري تويفونين
هنري باولي تويفونن (25 أغسطس 1956 - 2 مايو 1986) كان سائق رالي فنلنديًا ولد في يوفاسكولا ، موطن رالي فنلندا .كان والده، باولي، بطل رالي أوروبا عام 1968 لصالح بورشه، وشقيقه، هاري، متسابق حلبة محترف. قتل هنري في جولة كورسيكا عام 1986.
كان هنري أصغر سائق يفوز برالي عالمي عندما حقق هذا الإنجاز في عمر 24 عامًا، حيث قاد سيارة Talbot Sunbeam Lotus خلال رالي لومبارد RAC عام 1980 في بريطانيا العظمى. بعد تجربته مع فرق أوبل وبورشه، انضم إلى فريق لانشيا. تمكن هنري من تحقيق الفوز في آخر سباق بالموسم، رالي RAC، بالإضافة إلى الانتصار في افتتاح موسم 1986 في رالي مونت كارلو، الذي كان قد فاز به والده باولي قبل 20 عامًا.
في 2 مايو 1986 لقى تويفونن مصرعه في حادث كريستو بسبب انجراف السيارة راز لانشيا دلتا S4 بعدما سقطت في واد وبعد كشف الحادث وجدت محترقة بالكامل الا هيكل السيارة. وجد صعوبة في معرفة سبب الحادث بسبب خلو موقع الحادث من شهود بالقرب من المكان، تم حظر سيارات الرالي القوية من الفئة B بعد ساعات من الحادث من قبل جان ماري باليستر، رئيس الاتحاد الدولي للسيارات (FISA) آنذاك، مما أنهى عصر السيارات القوية في سباقات الرالي.

بدأ تويفونن مسيرته في سباقات الحلبة ونجح في بطولة التحمل الأوروبية ، كما شارك تويفونين في عدة مشاركات في للفورمولا 3 ، وأثار الإعجاب في اختباره للفورمولا 1 لجائزة مارس الكبرى المهنية.

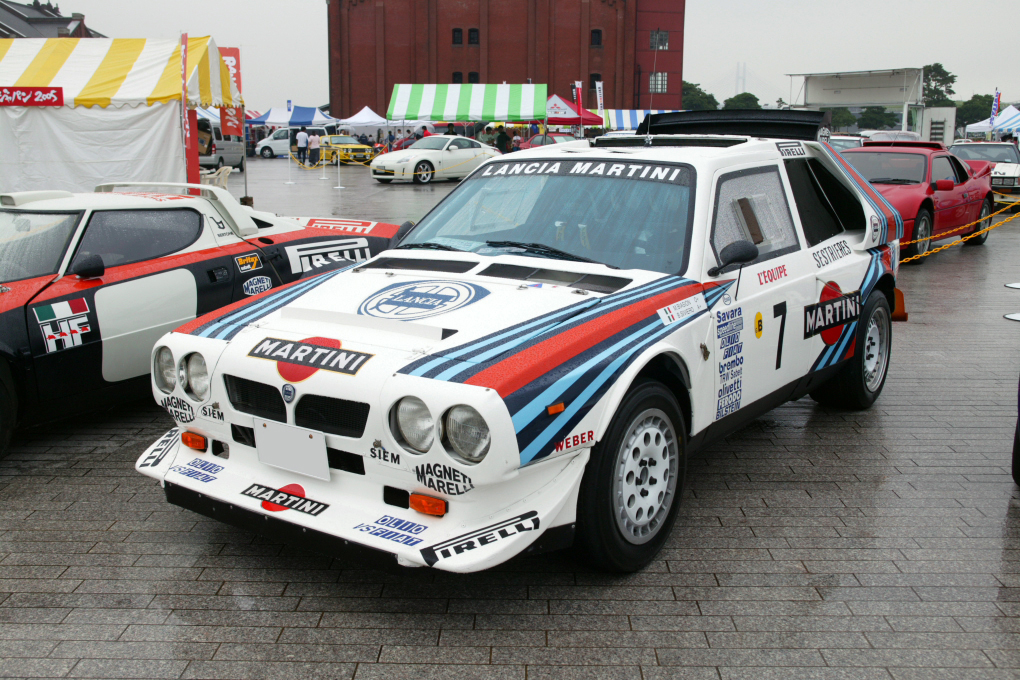
سيارة لانشيا دلتا S4

## موته
اصر على اكمال في المشاركة في جولة كورسيكا عام 1986 التي كانت تقام على طرق جبلية ضيقة ومتعرجة للغاية حول جزيرة كورسيكا رغم اصابته بالتهاب في الحلق والانفلونزا والحمى في 1 مايو 1986، بعد أن فقد صدارة البطولة خلال آخر ثلاث راليات بسبب انسحاب السيارة في السويد وانسحاب فريق لانشيا من حدث البرتغال وعدم مشاركته حتى في رالي سفاري الكيني. ولكنه حقق فوزًا متتاليا في الجولات
صرح تويفونن أن السيارة سريعة وقوية للغاية بالنسبة لسباق رالي مثل جولة كورسيكا. وشارك عدد من سائقي الرالي الآخرين الذين يقودون سيارات أخرى من المجموعة الثانية في الرالي مخاوفه.